# John Stalker
Pour les articles homonymes, voir Stalker.
John Stalker, né le 17 avril 1939 à Manchester et mort le 15 février 2019, est un officier de police britannique (Deputy Chief Constable) du département de police du Grand Manchester.

## Biographie
John Stalker a rejoint la Police de Manchester City (en) en tant que cadet en 1956. Il a rejoint le Criminal Investigation Department en 1961 et a été promu sergent-détective en 1964, puis inspecteur-détective en 1968 et enfin inspecteur en chef-détective 1974. À 38 ans, il devint le plus jeune détective chef surintendant  en Grande-Bretagne (1978). Il suit le cours de commandement supérieur au Collège d'état-major de la police à Bramshill en 1979. Il est nommé chef de police adjoint de la police du Grand Manchester en 1980. Diplômé du Royal College of Defence Studies, il a parcouru le monde pour étudier le terrorisme et le crime dans une perspective internationale. Au cours de sa carrière, il a servi dans le Serious Crime Squad, le Bomb Squad et le Drugs Squad. Il a également passé un peu de temps en tant que consultant auprès de Millwall Football Club, donnant des conseils sur les méthodes permettant de réduire le problème bien documenté du hooliganisme.
Après sa retraite de la police, John Stalker a continué à être actif professionnellement dans de nouvelles carrières, tant dans les médias que dans l'industrie. Il était administrateur d'une grande entreprise de sécurité nationale et dirigeait son propre groupe de consultants. Il a animé des séminaires sur des questions de motivation et a été actif dans le circuit de conférences de soirée. Il écrivait fréquemment pour les journaux Daily Telegraph et le Sunday Times, entre autres.
À la suite d'un incident dans lequel John Stalker a dû empêcher deux rottweilers d’attaquer sa femme, Stella, en juin 2006, il a publiquement soutenu la révision de la loi de 1991 sur les chiens dangereux. Il a fallu au moins soixante points de suture pour soigner les blessures de sa femme et les soins ont nécessité plusieurs semaines.

### L'enquête Stalker
John Stalker est connu pour avoir dirigé l'enquête Stalker à propos de l'existence d'une politique visant à « tirer pour tuer » contre des suspects appartenant à l'Armée républicaine irlandaise provisoire de la part de la police royale de l'Ulster en 1983. Après des allégations fondées sur des rumeurs, il fut suspendu de son poste ce qui donna lieu à un scandale en Grande-Bretagne. Il fut l'objet d'un débat parlementaire le 22 novembre 1986 et son histoire inspira le film de Ken Loach : Secret défense (Hidden Agenda).